# Сантиссимо-Номе-ди-Джезу (титулярная диакония)
Титулярная диакония Сантиссимо-Номе-ди-Джезу — титулярная церковь была создана Папой Павлом VI 5 февраля 1965 года апостольской конституцией «Quod ex antiquitate». Титулярная диакония принадлежит барочной церкви Иль-Джезу, расположенной в районе Рима Пинья, на пьяцца дель Джезу.

## Список кардиналов-дьяконов и кардиналов-священников титулярной диаконии Сантиссимо-Номе-ди-Джезу
- Микеле Пеллегрино — титул pro illa vice (29 июня 1967 — 10 октября 1986, до смерти);
- Эдуардо Мартинес Сомало — (28 июня 1988 — 9 января 1999), титулярная диакония pro hac vice (9 января 1999 — 10 августа 2021, до смерти);
- Джанфранко Гирланда, S.I. — (27 августа 2022 — по настоящее время).